# Matusek László
Matusek László (horvátul: Ladislav Matušek) (Tótszentpál, 1915. március 21. – Pécs, 1996. február 16.) magyarországi horvát néprajzkutató, tanító Átán. 
A baranyai bosnyákok kulturális értékeit gyűjtötte.
Kántortanítói pályafutását Kökényben kezdte, majd 1940-től Átán volt tanár, és a feleségével együtt fellendítették a falu kulturális és szellemi életét.
Az ő tiszteletére alapították meg Kökényben a Matusek László Horvát Kulturális Egyesületet 2000-ben.

## Művei
- Átai bosnyák textilmotívumok
- Átai bosnyák női ing

## Díjai és kitüntetései
- Baranya Megyei Tanács Közművelődési Díja (1983)
- Magyarországi Nemzetiségi és Etnikai Kisebbségekért Alapítvány Életmű Díja (1993)[5]